# Russ Carlyle
Phillip Gantose (artiestennaam Russ Carlyle) (Cleveland, 3 december 1914 - St. Cloud, 3 mei 2011) was een Amerikaanse zanger en bandleider in het bigband-tijdperk.

## Blue Barron
Carlyle begon zijn loopbaan als nachtclubzanger. Hij werd echter bekend als zanger bij het orkest van Blue Barron, waarin hij in de periode 1936-1941 actief was. Dat orkest speelde in die tijd sweet music in de stijl van Kay Kyser en Guy Lombardo. Hij stond met het orkest aanvankelijk negen maanden in hotel Edison in New York en dat werd dagelijks coast to coast uitgezonden. Daarna speelde de groep in andere hotels, in New York en Chicago en had het one night stands in het land. Met de band maakte Carlyle verschillende plaatopnames voor Bluebird, de bekendste was "At a Perfume Counter". In een poll in Billboard werd hij in 1939 verkozen als de vierde vocalist van het land.

## Eigen orkest
In 1941 begon Carlyle zelf een eigen orkest, waarmee hij speelde in de stijl van Hal Kemp. Toen hij in 1943 in dienst moest, tijdens de Tweede Wereldoorlog, nam zijn zuster Louise de leiding over. Carlyle formeerde tijdens zijn dienst ook een band om de andere soldaten te vermaken. Tevens ontmoette hij in die tijd de komiek Joey Bishop, dankzij wie hij later toegang kreeg tot de Rat Pack-circle rond Frank Sinatra. Na de oorlog stond Carlyle met zijn orkest, met een sound van Kemp en Glenn Miller, enige tijd in Blackhawk Restaurant in Chicago, waarvandaan zijn optredens ook op de radio werden uitgezonden. Tot in de jaren vijftig speelde hij dansmuziek onder het motto The Romantic Style of Russ Carlyle, in hotels en ballrooms in onder andere New York, New Orleans en Memphis. In 1951 kreeg hij een platencontract bij ABC Paramount en nam Carlyle voor dit label drie albums op. Toen de bigbands het moeilijk kregen, slankte Carlyle noodgedwongen  zijn orkest af. Tot in de jaren zeventig was hij met zijn orkest, dat populair was onder ballroom-dansers, actief. In 1970 trouwde Carlyle met de zangeres die al jaren in zijn orkest zong, Patty Clayton, en in de periode 1972-1978 trad hij met haar op in Las Vegas, Minnesota en Tulsa. Hij richtte een eigen platenlabel op, FONA Records, waarop verschillende platen van hem uitkwamen. Eind jaren tachtig zette Carlyl er een punt achter.
Carlyle heeft verschillende composities op zijn naam staan, zoals "Stashu Pandowski (She's Not Very Much Good For Pretty)", "Studola Pumpa", "Beyond the Sea" en "If I Ever Love Again". Het laatste nummer (geschreven met Dick Reynolds) werd opgenomen door onder andere Sinatra en Rosemary Clooney.

## Discografie (selectie)
singles:
- Sobbin' Blues, 1955
- Shepherd Boy, 1955
- Stashu Pandowski (Russel Carlyle & the Coachmen), 1957
- Studola Pumpa, Mercury Records, 1959

lp's:
- Tea Dancing (The Happy Orchestra featuring Russ Carlyle), Sunnyvale Records, 1977
- Share This Moment....Forever, Fona Records, ?
- At Roseland Dance City, Hallmark Records, 2009

- Library of Congress Control Number: n80022764
- Virtual International Authority File: 25897230
- WorldCat: E39PBJhd7Tx4GYXVHbmBxyc3wC